# Sorsk
Sorsk (in russo Сорск?) è una città della Russia, situata nella Siberia occidentale, nella Repubblica Autonoma della Chakassia, a 6 chilometri dalla catena montuosa Kuzneckij Alatau.
Agli inizi del 1900 in questi luoghi sorgeva un insediamento noto come Dzeržinskij (in russo Дзержинский?), la città attuale venne fondata a partire dagli anni quaranta ed ottenne nel 1996 lo status di città. Nel 2021 contava una popolazione di circa 10.000 abitanti.